# 长崎县
长崎县（日语：／ Nagasaki ken */?）是日本九州島西北部的县，縣廳所在地是長崎市。長崎縣的管轄範圍包括九州本島的部分和九州西北部海域的对马岛、壹岐岛和五島列島等離島。「長崎」這一地名來自於「長岬」之意（「崎」和「岬」在日語中發音相同）和古代在這裡居住的長崎氏:689。長崎縣唯一的陸上鄰縣是佐賀縣，在令制國時代兩縣都屬於肥前國。長崎縣的海岸線地形極為複雜。雖然長崎縣的面積只排名日本第37位，但是海岸線長度卻達4,195公里，佔日本海岸線總長度的12%，高居日本所有一級行政區首位。
在日本鎖國時期，長崎是日本唯一獲得幕府承認的與西洋進行貿易的窗口，因此長崎縣是日本基督教信仰比例最高的地區，天主教會在長崎單獨設有長崎總教區。靠近朝鮮半島和中國大陸的地理位置使得長崎也受到東亞大陸文化的影響較強。長崎新地中華街是日本三大中華街之一。對馬則是江戶時代時獲得幕府承認的和李氏朝鮮進行貿易的據點。長崎縣地形多山，人口多集中在沿海的狹小平地，加上多離島這一特點，使得海運和空運在長崎縣交通中有重要地位。長崎縣的佐世保市在二戰之前是日本海軍四大鎮守府之一的佐世保鎮守府所在地，現在也是重要的軍港。

## 历史

### 舊石器時代

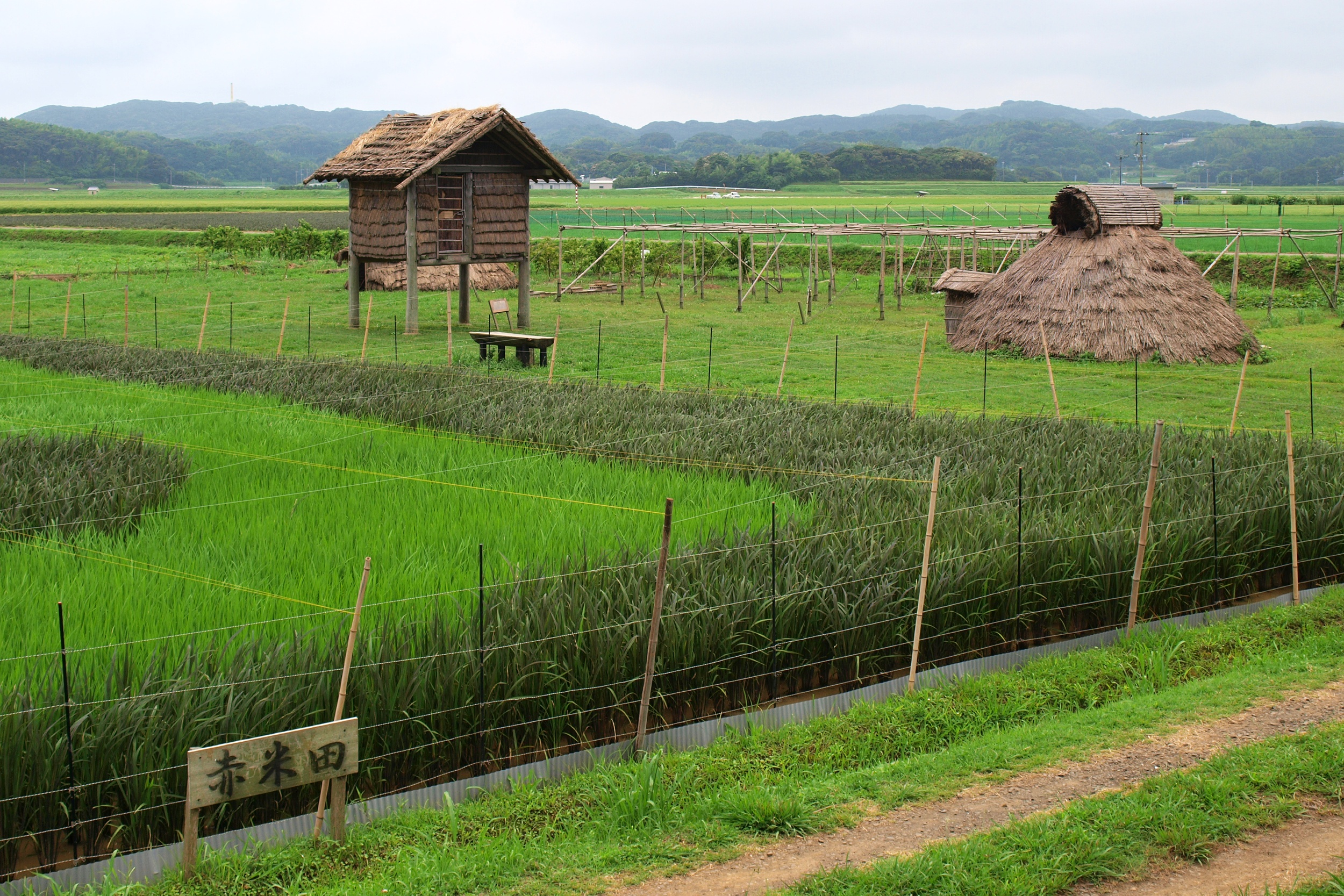
壹岐島的原之辻遺跡

長崎縣的舊石器時代遺跡有佐世保市的福井洞窟、泉福寺洞窟；雲仙市的百花台遺跡群；平戶市的日之岳遺跡等地。長崎縣內的繩文時代代表性遺跡則有南島原市的原山支石墓群、諫早市的有喜貝塚、五島列島的白濱貝塚等地。

### 彌生時代
彌生時代之後，這裡開始開始出現稻作農耕文明。長崎縣內的壹岐、對馬等地因為位於亞洲大陸文化傳入日本的路徑，而發現了眾多金屬器文物:26。甚至在史籍《魏志倭人傳》中，已經出現「對馬國」、「一支國」的地名，這也是最早的有關長崎縣的文獻記錄:28。長崎縣本土的主要彌生時代遺跡有平戶市的里田原遺跡。壹岐島的原之辻遺跡被考古學界認為就是魏志倭人傳中的一支國。
公元4世紀以後，九州島北部開始進入大和王權的勢力範圍之內。今天的長崎縣內最早的前方後圓墳遺跡出現在5世紀前期:27。壹岐島是長崎縣內古墳最多的地區，其中雙六古墳是長崎縣最大的前方後圓墳。

### 飛鳥時代與大化革新
進入飛鳥時代後，日本在白村江之戰中不敵唐朝新羅聯軍，為防備來自朝鮮的進攻而在對馬、壹岐修築防禦工事:28。大化改新之後，長崎縣本土部分和五島列島是肥前國的一部分、對馬島屬於對馬國、壹岐島屬於壹岐國。《肥前國風土記》是各令制國風土記中保存狀況較好的五部風土記之一，是貴重的歷史資料:29。

### 奈良時代與平安時代
在奈良時代和平安時代，由於靠近大陸的地理位置，對馬、壹岐多次遭到外敵入侵，其中規模最大的是11世紀初期的刀伊入寇:29。但另一方面，長崎縣在當時也是前往東亞大陸的交通要道。遣隋使和早期的遣唐使均曾通過對馬、壹岐後登陸朝鮮半島這一路線東渡唐朝。日本和新羅關係惡化之後，遣唐使改為經由平戶等九州西海岸港口渡海前往唐朝、後更從五島列島出發直接渡海。平戶也是宋日貿易的重要據點之一:30。
平安時代末期，武士階級開始成為各地新的統治者。長崎地區實力最強的武士團松浦党在壇之浦之戰是平家水軍的主力:31。鎌倉時代時，武藤氏出任肥前國守護一職，但並未控制肥前國全境:31。1274年（文永11年）和1281年（弘安4年），蒙古和高麗軍隊曾襲擊對馬、壹岐、鷹島等島嶼:32。肥前國在鎌倉時代至室町時代時長期處於群雄割據狀態，加上靠近朝鮮半島和中國的地理位置，因此成為倭寇的溫床:33。1419年（應永26年），李氏朝鮮曾派兵攻打對馬的倭寇根據地（應永外寇）:34。

### 日本戰國時代

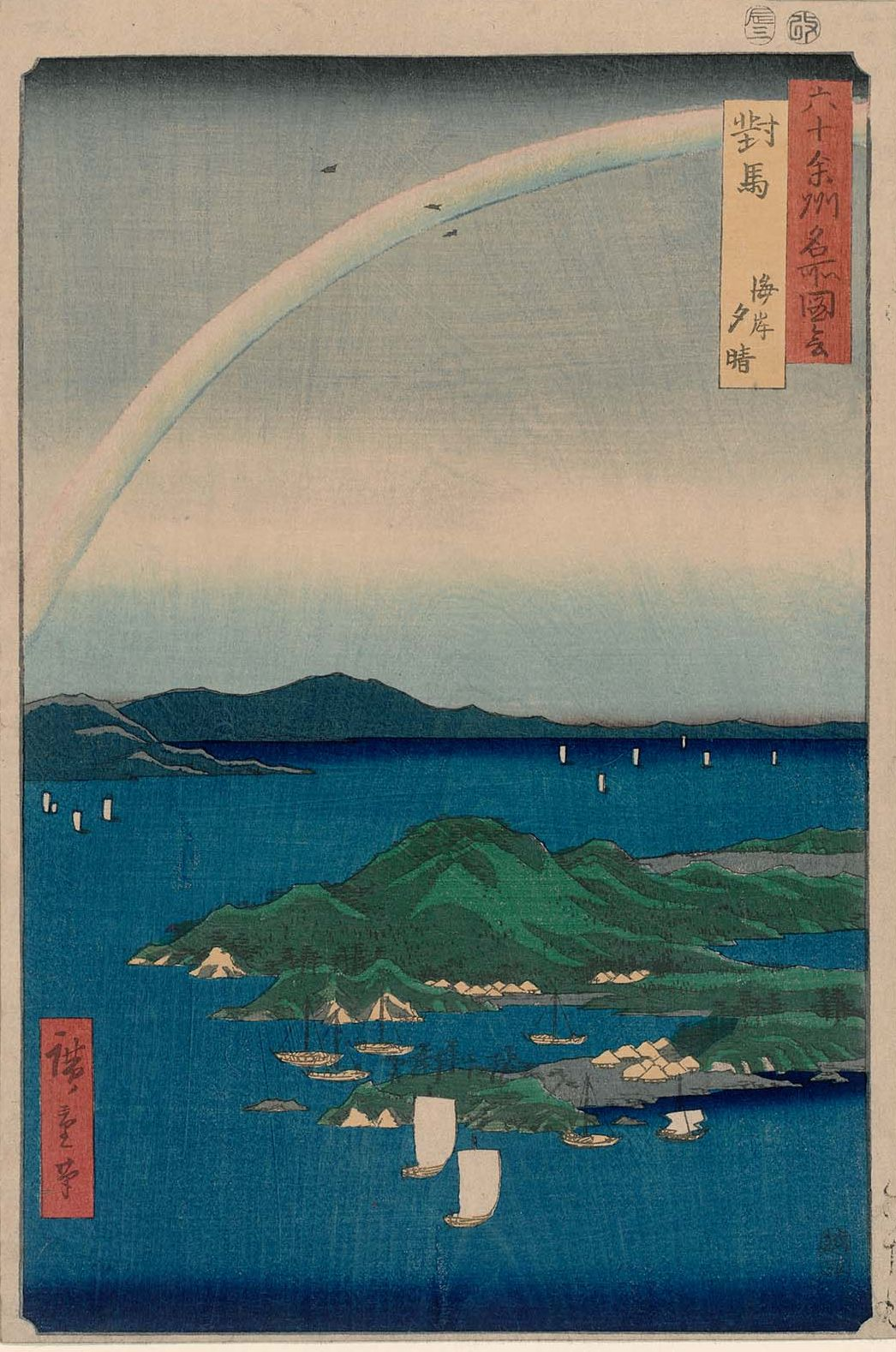
六十余州名所圖會 對馬 海岸 夕晴

日本戰國時代時，長崎地區主要大名有島原半島的肥前有馬氏、彼杵地方的大村氏、松浦地方的平戶松浦氏、五島列島的宇久氏、對馬的宗氏:34。1550年（天文19年），葡萄牙船舶停靠平戶。天主教傳教士方濟·沙勿略也曾在這一年到訪平戶，開啟了長崎地區南蠻貿易和天主教傳播的歷史。當時進行南蠻貿易的交換條件是允許天主教傳教。有馬氏、大村氏、松浦氏均允許天主教在自己的領地內進行傳教，使得西洋文明開始在長崎地區各地普及，天主教信徒也大幅增加:35。大村純忠和有馬晴信更接受洗禮，成為吉利支丹大名:35。
1570年，（元龜元年），大村純忠將長崎浦開放給葡萄牙人作為貿易港。開港之後長崎迅速發展，成為長崎地區的最大城市之一。1587年（天正15年），豐臣秀吉平定九州全境，並將長崎劃為直轄地:35。豐臣秀吉在平定九州後雖然發布伴天連追放令，但最初對天主教管制並不嚴苛，直到1597年（慶長元年）當局下令處死長崎的26名天主教信徒（日本二十六聖人）後才對天主教開始強力鎮壓。

### 江戶時代
江戶幕府成立之後，長崎地區仍然維持了平戶藩、平戶新田藩、島原藩、對馬藩、福江藩、大村藩等諸小藩並存的局面。江戶時代的長崎縣內分為1幕府領、6藩、5領，局勢極為複雜:39。1612年（慶長17年）岡本大八事件之後，德川家康更發布禁教令，對天主教嚴加鎮壓:276。在江戶時代初期，平戶和長崎都是獲得幕府許可的貿易據點。1637年（寬永14年），島原藩爆發島原之亂。幕府將這一事件定性為天主教徒的一揆，對天主教的鎮壓更加嚴厲，並開始實施鎖國政策:38。1641年（寬永18年），幕府驅逐居住在長崎的葡萄牙人，並將平戶的荷蘭商館遷到長崎，獲得幕府許可與西洋進行貿易的地點集中到長崎一地:36。另一方面，長崎地區在江戶時代仍有眾多天主教信徒在私下信仰天主教。現在長崎縣的天主教信徒比例仍然大幅高於日本平均水準。
在鎖國時代，宗氏的對馬藩是江戶時代日本唯一獲得幕府許可和朝鮮半島進行貿易的地點，加上長崎是日本對西洋和中國貿易的據點，因此長崎縣內有兩個獲得官方許可的貿易據點:38。因長崎地位重要，被幕府列為直轄地。長崎的荷蘭人在當時都被集中居住在出島，以便於幕府監視並和日本人隔離。並且在元祿時期，原本允許散居的中國人也開始被集中居住在唐人屋敷。元祿年間的長崎人口有約6萬人，其中有1萬人是中國人:39。江戶時代的長崎不僅是貿易中心，更是蘭學等西洋文化、學術流入日本的窗口:43。與長崎相對，平戶、島原等地在江戶時代則是城下町，但規模相對較小:41。1792年（寬政4年），島原火山噴發，當地農業受到嚴重打擊:45。

### 長崎縣的成立

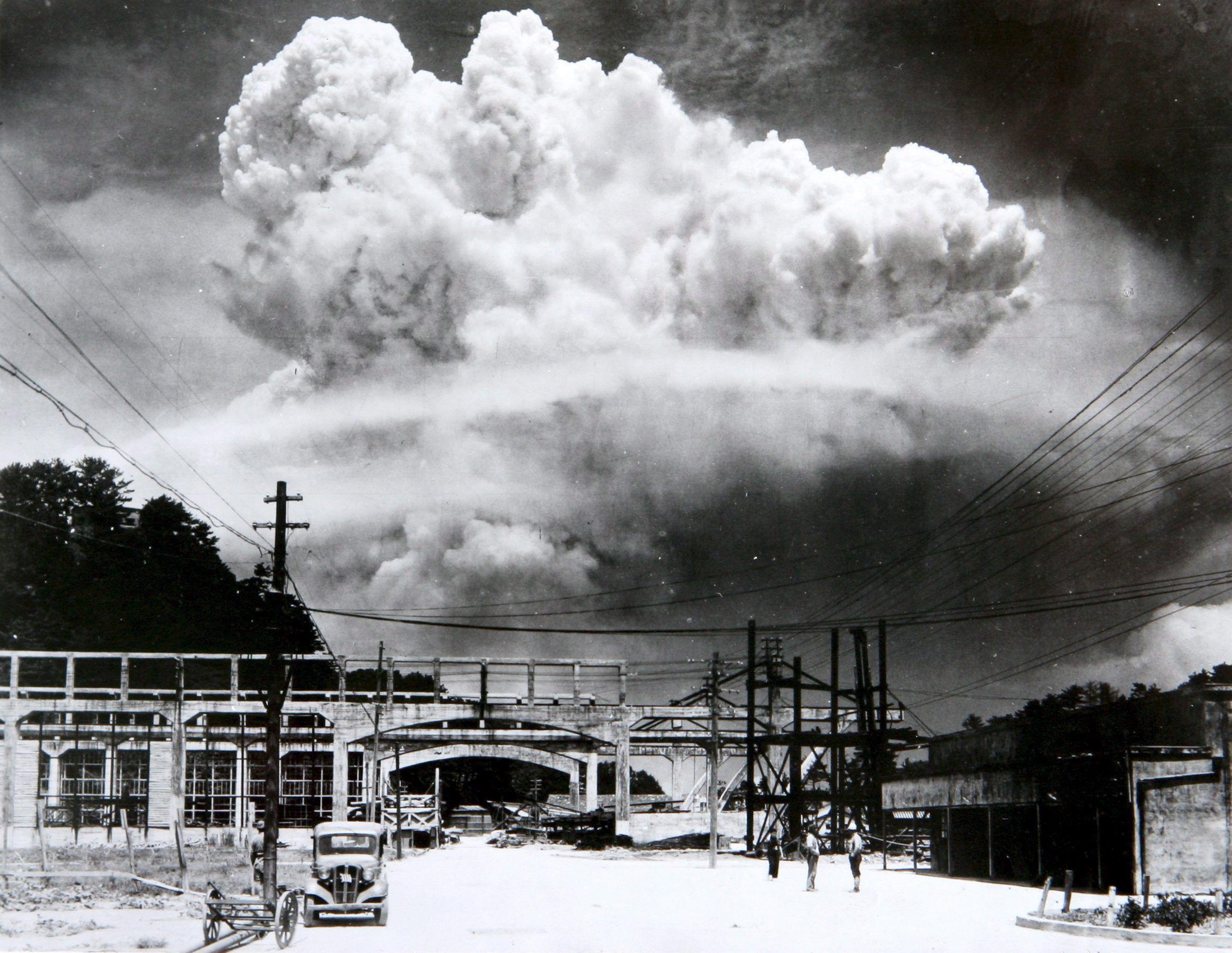
長崎原子彈爆炸之後的蘑菇雲

1858年（安政5年）安政條約簽訂之後，長崎成為開港五港之一:277。1868年，長崎奉行河津祐邦在聽聞幕府軍在鳥羽伏見之戰中戰敗之後出逃。九州各藩藩士和當地的有力人士決定設立長崎會議所，管理長崎政治。江戶幕府崩潰之後，政府成立長崎裁判所，後改為長崎府:46。1869年，長崎府改名為長崎縣。1871年8月，日本實施廢藩置縣，各藩均改為縣。同年11月，新成立不久的島原、平戶、大村、福江四縣和長崎縣合併。此後長崎縣轄區範圍還經歷過多次擴大，更在1876年合併佐賀縣全縣，範圍相當於肥前、壹岐、對馬三國。1883年，佐賀縣再次獨立，長崎縣確立了現在的轄區範圍。
長崎縣是日本最早開始產業近代化的縣之一。長崎造船所是日本重工業的發祥地之一。高島煤礦在官營時期年產量達6.9萬噸，一度佔日本全國產量的三分之一:48。長崎市自明治後期開始是日本主要重工業都市和與中國之間的貿易據點之一，在1923年開通至上海的航線，有「長崎縣上海市」之稱，可見長崎經濟和中國的密切關係:48。佐世保市在1880年代被選為日本海軍的四大軍港之一，從一個漁村迅速發展為軍港都市，在甲午戰爭時扮演了重要角色:49。1898年，長崎和佐世保兩地都開通了鐵路:50。1930年代後，隨著日本國內戰爭氣氛日益高漲，長崎縣內產業也日益軍事化，重工業地位更加提升:52。1942年，武藏號戰艦在長崎市竣工。太平洋戰爭後期，長崎縣也開始遭到空襲。1945年6月28日至29日，美軍對佐世保市進行大空襲，超過1,200人遇難。同年8月9日，美軍在長崎市的浦上地區投下原子彈，造成73,884人遇難。

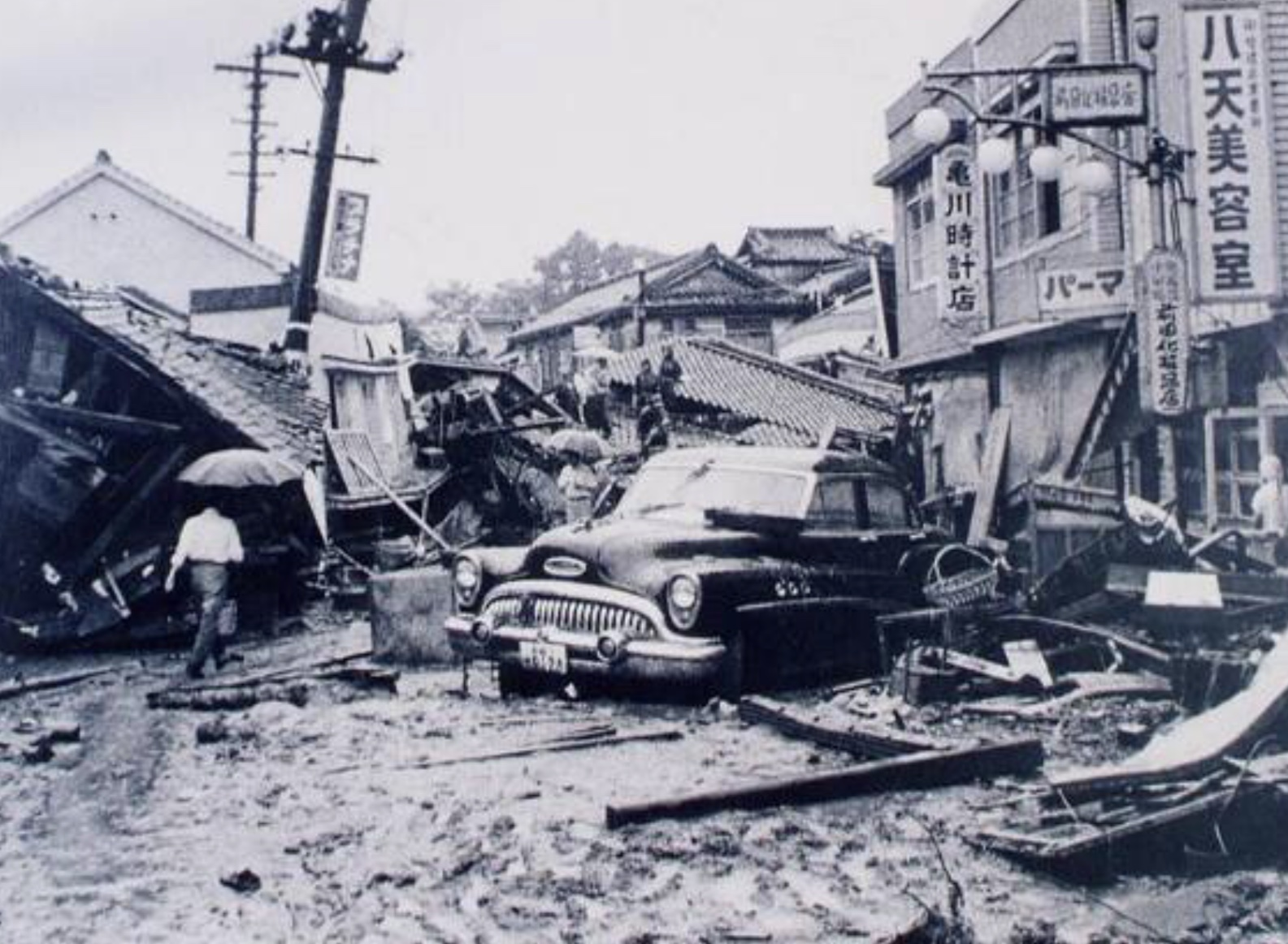
諫早豪雨

長崎縣在二戰之後一度被盟軍佔領，並進行了實施普選制度、土地改革、學制改革等重大改革:54。長崎縣在1950年代初期進行了市町村的大規模合併，縣內市町村數在1956年減少到8市83町村:54。長崎縣經濟也在戰後快速復興，長崎造船廠一度是世界最大的造船廠。佐世保市經濟同樣以造船業為主，使得造船業在戰後長崎縣工業中佔有中心地位:55。多山和多離島的地形特徵使得交通是制約長崎縣發展的原因之一。長崎縣在1960年代開始興建離島機場和離島橋樑，使得離島地區的交通有很大改善。長崎縣在20世紀後半發生過兩次大洪水。1957年的諫早豪雨的降水量達976毫米，導致683人遇難:24。1982年的長崎大水害的降水量達572毫米，導致294人遇難。平成時代之後，長崎縣先後完成了西九州自動車道、長崎自動車道、生月大橋、大島大橋、長崎出島道路、女神大橋等大型工程，縣內交通有進一步改善。但另一方面，長崎縣亦面臨重工業蕭條、離島地區人口逐漸減少等嚴峻課題。

## 地理

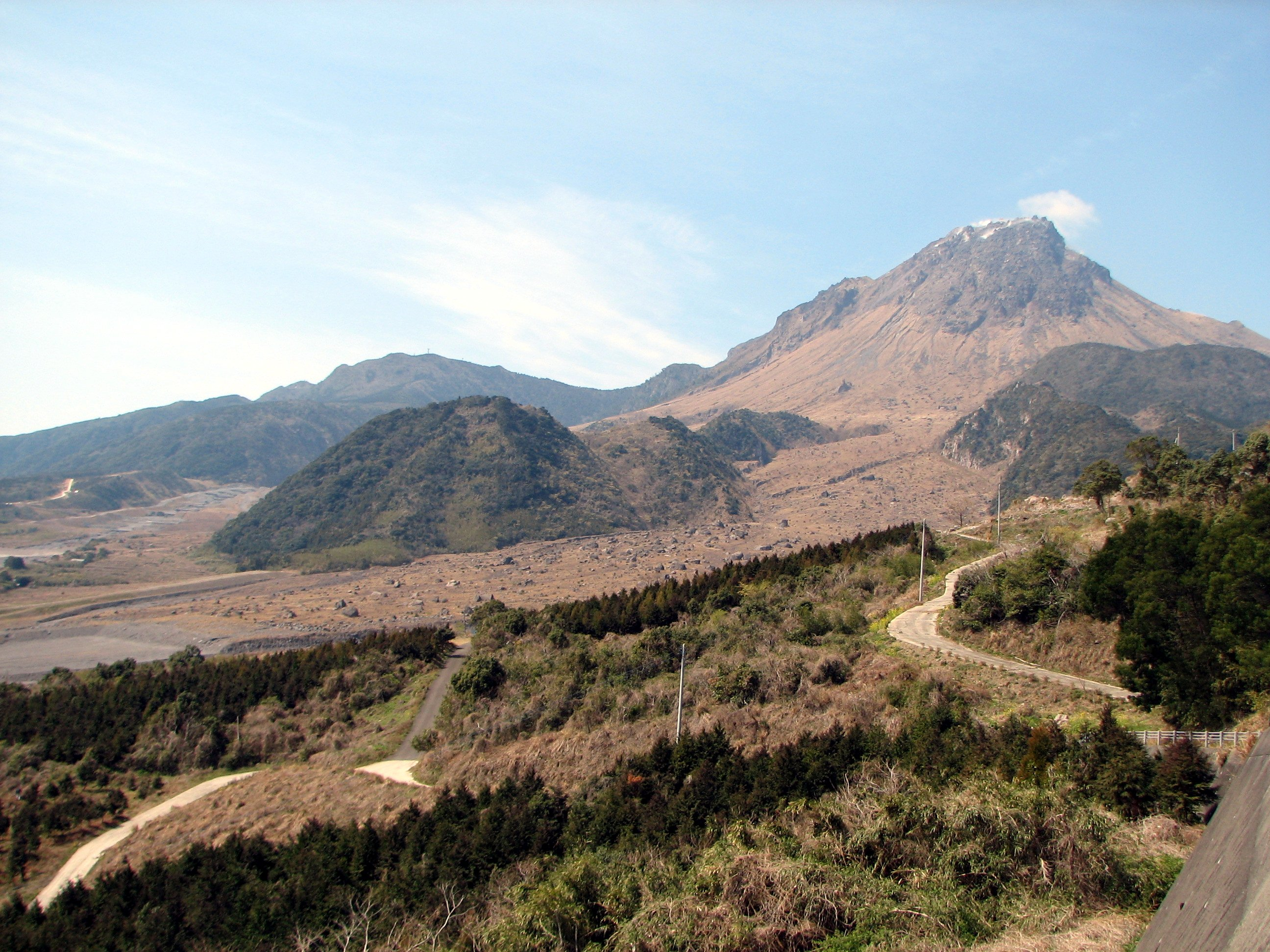
雲仙普賢岳

長崎縣位於九州西北部，東西寬213公里，南北長307公里。長崎縣按地形可以分為西彼杵、長崎、北松浦半島、平戶；五島、壹岐、對馬；多良岳、島原半島三個地區:260。長崎縣本土包括了北松浦半島、西彼杵半島、長崎半島、島原半島四個半島，佐世保市、大村市、長崎市、島原市是四個半島的中心城市:21。長崎縣地形最大的特徵是海岸地區多是曲折的谷灣式海岸，因此海岸線極為複雜。長崎縣三面環海，只有東面的佐賀縣一個陸上鄰縣。長崎縣的海岸線全長達4,195公里，在日本所有的縣中高居首位。
長崎縣內地形面積比例是山地63.2%（日本平均值60%）、丘陵10.9%（日本平均值11%）、台地13%（日本平均值16%）、低地12.9%（日本平均值13%）。由於這一比例和日本平均值非常接近，因此有「日本列島的模型」之稱:22。長崎縣內主要平原有諫早平原、大村平原、長崎平原等，都是小規模平原:262。長崎縣雖然多山，但除了多良山系和雲仙山系之外縣內並無標高超過1,000米的山峰。縣內最高峰是雲仙岳的平成新山，標高1,483米。長崎縣內火山活動活躍，雲仙岳和多良岳都是大型層狀火山:262。其中雲仙普賢岳更在1990年代初期至中期長期有噴發活動，是日本戰後最大規模的火山活動之一。長崎縣的河川受地形限制而大多短小湍急，縣內較大河川有本明川、相浦川等。
據海上保安廳的統計，長崎縣島嶼數多達971個，數量高居日本首位，佔長崎縣面積的45%。長崎縣的島嶼中面積超過1,000平方米的島嶼有594個，有人島有72個。距離長崎縣本土較近的主要離島有平戶島、生月島、的山大島、伊王島、鷹島等島嶼。長崎縣外海的離島可以分為對馬島、壹岐島和五島列島三個部分。壹岐島本島和屬島面積共有139平方公里，全島是平坦的熔岩台地。自該島出發可乘坐高速船在一小時內到達福岡市:300。對馬島面積698平方公里，是長崎縣面積最大的島嶼。對馬也是日本距朝鮮半島最近的領土，距離釜山市只有40公里:300。五島列島由中通島、若松島、奈留島、久賀島、福江島五個主島和約200個屬島構成，面積638平方公里:300。五島列島在古代是日本距中國最近的地點，因此是遣唐使的出發地和倭寇的根據地。近世時則以基督教文化而著稱:300。

西海國立公園內的九十九島

長崎縣擁有兩個國立公園和兩個國定公園。雲仙天草國立公園以火山景觀為主，是日本首批國立公園之一。西海國立公園地形變化豐富，以外洋性多島海景觀著稱。壹岐對馬國定公園和玄海國定公園則均擁有谷灣式海岸景觀和豐富的人文歷史特色。

### 氣候
按柯本氣候分類法，長崎縣屬於副热带湿润气候。由於長崎地形縣多山，因此即使相隔不遠的兩地在同一時間也可能天氣有較大差異:24。長崎縣氣候受對馬暖流的影響較強，年平均氣溫約有15至16℃，年降水量約有2,000毫米，氣候溫暖濕潤且溫差較小:24。2014年，長崎縣的全年降水量有2,134毫米，排名日本第11位。年平均氣溫有17℃，排名日本第五。長崎縣的降水主要分佈在梅雨時期和颱風過境時期，梅雨末期時偶爾會有集中豪雨發生。長崎縣在冬季則受季風影響而多陰天，和日本海側氣候有相似之處。偶有降雪但少有積雪:24。長崎縣南部地區比北部地區氣候更加高溫多雨。北部地區雖然夏季比南部地區涼爽，但冬季也較為寒冷:24。

### 行政区划

長崎縣的區域分類

在平成大合併之前，長崎縣原有79市町村（8市70町1村）。經過平成大合併之後，自2010年3月31日開始，長崎全縣市町村數量已減少至21市町（13市8町）。長崎縣北部地區有松浦市、平戶市、佐世保市、西海市四市，北松浦郡的佐佐町，東彼杵郡的東彼杵町、川棚町、波佐見町。縣央地區有諫早市、大村市兩市。島原地區有島原市、雲仙市、南島原市三市。長崎地區有長崎市和西彼杵郡（時津町、長与町）一市一郡。離島地區中，壹岐和對馬是一島一市（壹岐市和對馬市），五島列島則分為五島市、南松浦郡的新上五島町、北松浦郡的小值賀町、最北端的宇久島屬於佐世保市。

## 人口
1920年日本首次人口普查時，長崎縣有人口1,136,182人。太平洋戰爭爆發前的1940年時，長崎縣有人口1,370,063人。1960年時，長崎縣人口達到176萬人的峰值，此後開始減少，比日本總人口開始減少的時間早了47年。2020年7月1日時，長崎縣有人口1,313,322人，比峰值減少了約45萬人。離島地區在2010年時的人口更不到1960年的半數，只佔長崎縣總人口的不到一成。長崎縣長期是人口外流縣，特別是以1960年代至70年代的煤礦關閉期的人口外流情況最為嚴重。而縣內其他城市流出的人口未流入長崎市而是流入其他地區也是擴大長崎縣人口減少幅度的主因之一。長崎縣人口的社會減少率高居日本第三位。老齡化和少子化也是導致長崎縣人口減少的主要原因。長崎縣自2002年開始人口的自然增長率就是負數。但長崎縣的總和生育率長期以來高於日本平均值。2014年，長崎縣的總和生育率有1.66，排名日本第三。

## 政治

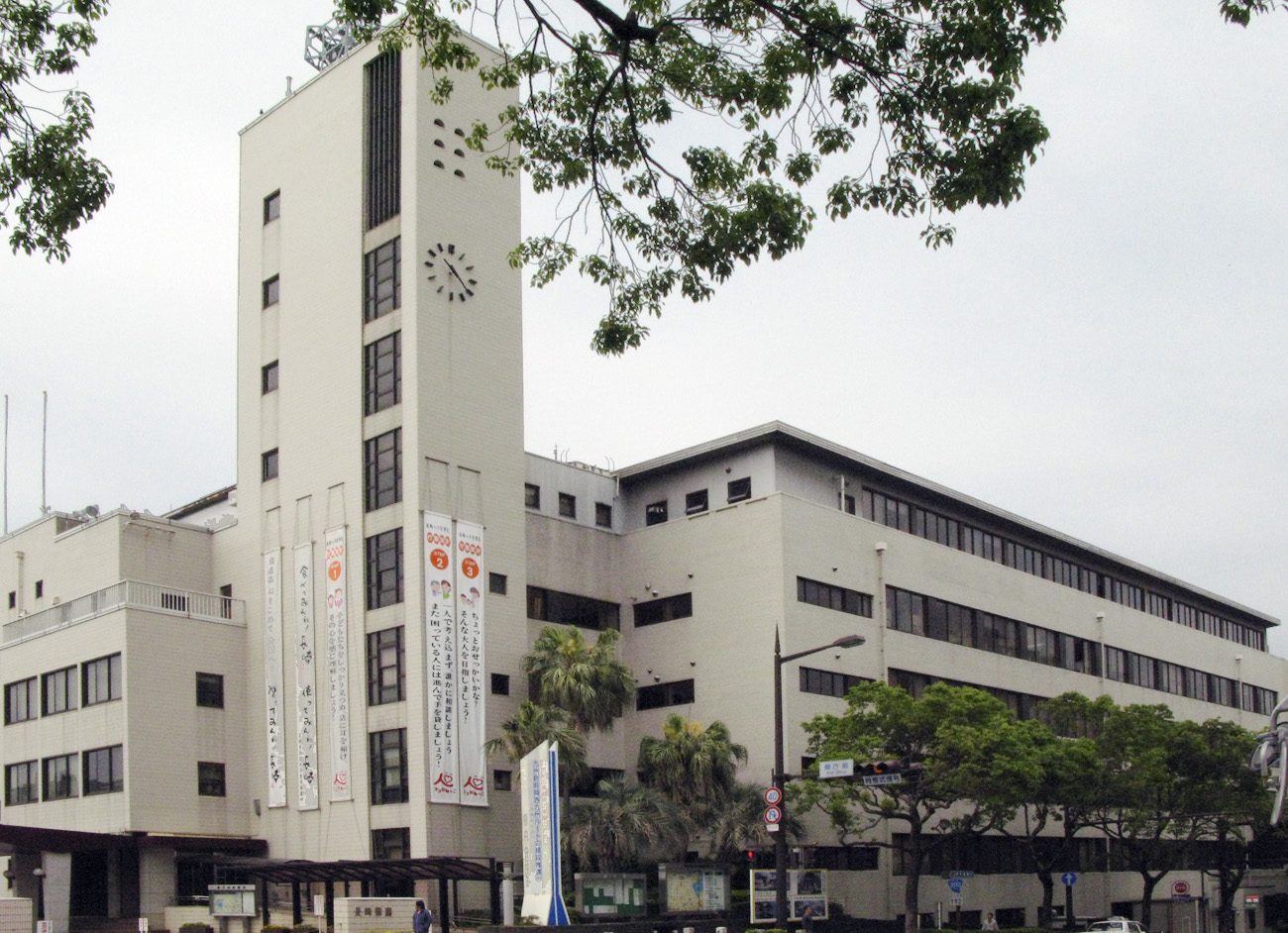
長崎縣廳

1996年日本導入小選舉區制之後，在眾議院選舉中，長崎縣被劃分為4個選舉區。這四個選舉區中，長崎縣第1區因重工業工人較多而曾是民主黨較具優勢的選區，其他三個選區均是自民黨優勢的選區。在2009年眾議院選舉時，民主黨曾在長崎縣的四個選區中取得全勝。但在2012年眾議院選舉和2014年眾議院選舉時，由於民主黨的支持率長期低迷，自民黨連續兩次壟斷長崎縣內四個選區的議員。2017年眾議院選舉時，希望之黨候選人在長崎縣1區當選，其它3個選舉區則由自民黨候選人當選。2021年眾議院選舉延續了長崎1區由非自民勢力、其它3個選舉區由自民黨當選的局面。在2024年日本眾議院補選時，立憲民主黨的山田勝彥當選長崎縣第3區的眾議院議員。
在參議院選舉中，長崎縣屬於長崎縣選舉區，共有2名議員。目前自民黨壟斷了長崎縣選舉區的參議院議席。
長崎縣戰後歷任知事都是由中央政府官員和國會議員交替當選。現任長崎縣知事是中村法道，他是首位長崎縣廳出身的知事，在2010年首次當選並在2014年和2018年順利連任。長崎縣議會共有46名議員，其中自民黨·縣民會議是最大黨派，有17名議員。2015年度，長崎縣財政收入有7,072億日元，財政支出有6,891億日元，略有實現財政盈餘。但長崎縣的財政力指數只有0.32，遠低於日本平均水準。
長崎縣的佐世保港是日本最重要的軍港之一，不僅海上自衛隊設有基地，美國海軍也有佐世保海軍基地。佐世保地方隊是海上自衛隊的地方自衛隊之一，主要任務是警戒監視對馬海峡和防衛琉球群島。

## 經濟
2014年代，長崎縣的縣內生產總值有43,103億日元。人均縣民所得有235.2萬日元，相當於日本平均值的82%。就產業構造來看，第一產業佔長崎縣經濟總量的2.6%、第二產業佔16.2%、第三產業佔80.1%。長崎縣第一產業和政府服務在經濟中所佔比重大幅高於日本平均，而製造業和信息通信業的比重則大幅低於日本平均。

### 第一產業
由於多山的地形限制，長崎縣耕地面積比例較低。2015年，長崎縣耕地面積有49,100公頃，佔縣總面積的11.9%。總農戶數則有33,802戶。2015年，長崎縣農業生產額有1,553億日元，排名日本全國第22位和九州第五位。就生產金額來看，肉牛是長崎縣最主要的農產品，其次是馬鈴薯、水稻、家猪、草莓。2015年時，長崎縣以上農產品的生產金額都超過100億日元。長崎縣枇杷的產量是日本第一，馬鈴薯排名日本第二，草莓排名日本第三。蘆筍、洋蔥、大白菜、凸頂柑等農產品的產量也是日本前列。長崎縣森林面積有242,199公頃，森林覆蓋率有58.6%，林業生產額在近年約有60億日元。多島的地形和複雜的海岸線使得長崎縣有眾多漁港。2014年，長崎縣的捕撈漁業和養殖漁業的總漁獲量超過26萬噸。長崎縣漁業的生產量和生產金額都是日本第二，僅次於北海道。就魚種來看，以日本竹筴魚、白腹鯖、鰹魚、金槍魚、鰤魚、魷魚等魚種最為突出。長崎縣的日本竹筴魚、真鯛的生產量是日本第一。

### 第二產業

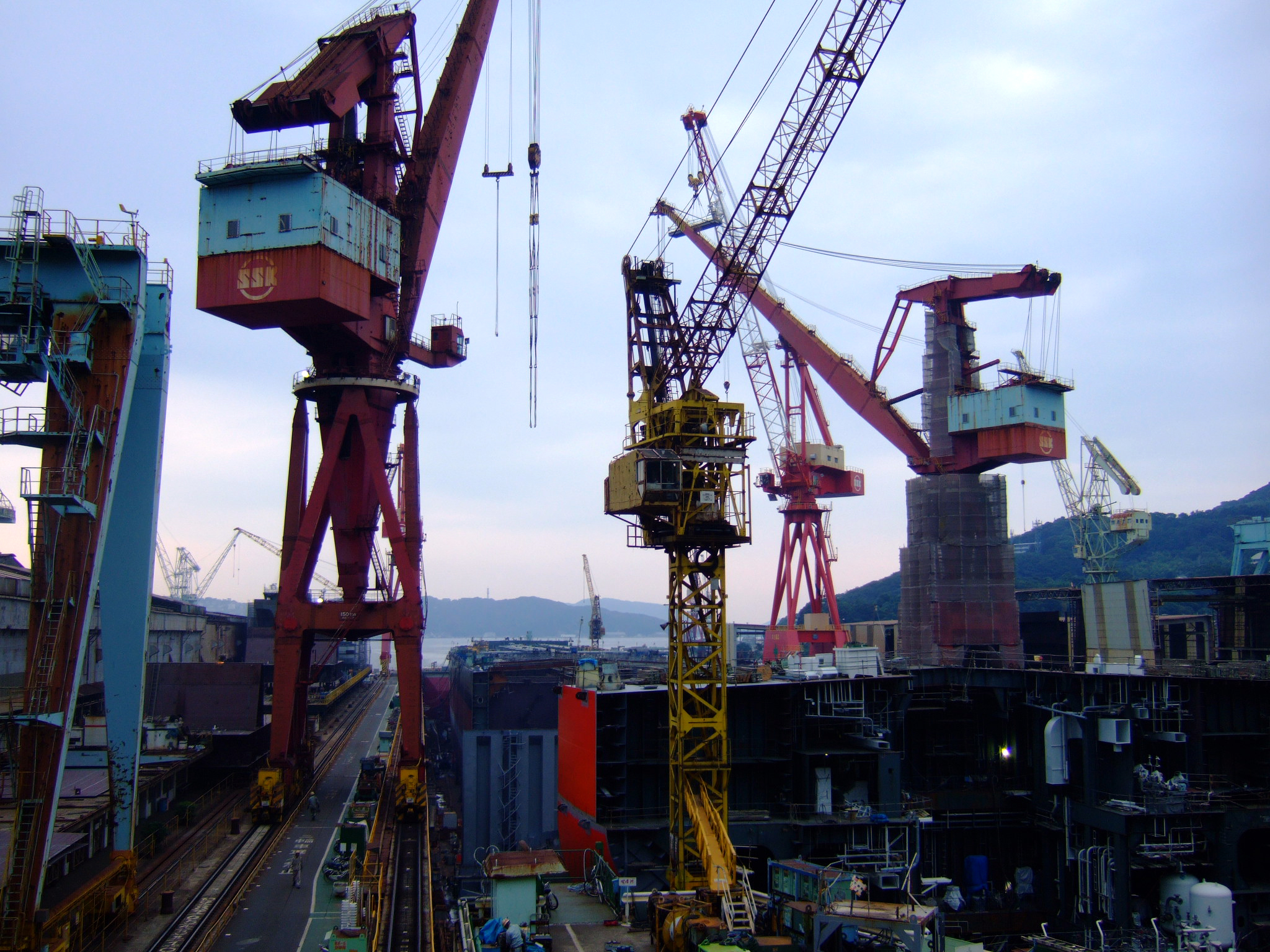
佐世保重工業的造船廠

2014年，長崎縣工業品生產金額有15,625億日元，其中輸送用機械的比重最高，其次是電子設備、食品、泛用機械。這四個行業均佔比超過10%，合計佔比超過七成。就區域分佈來看，長崎市曾長期是長崎縣內工業生產額最高的市，但在2014年已被諫早市略微超過，兩市合計佔全縣工業品生產額的過半數。佐世保市和西海市則分居三、四位。造船業是長崎縣最具傳統的製造業。三菱重工業長崎造船所設立於1857年，是日本歷史最古老的造船廠，生產過眾多大型艦船。但近年由於世界造船業極為低迷，三菱造船所也出現嚴重虧損，連帶影響長崎縣經濟。近年三菱造船所積極開拓發電機生產等新領域以擺脫低迷。造船業也是長崎縣第二大城市佐世保市的重要產業。佐世保重工業的前身是佐世保海軍工廠，1962年生產了當時世界最大的液貨船，是佐世保最大的造船企業。大島造船所設立於1973年，是大島町（現西海市的一部分）在煤礦關閉之後積極吸引企業投資後設立的造船企業，主要生產散貨船。位於長崎縣中部的諫早中核工業園和大村高科技園則是長崎縣主要的高科技產業集中地區，吸引索尼等企業投資設廠:144。2009年，長崎縣在波佐見町新建了工業園，並吸引佳能在此設廠。發達的漁業使得長崎縣的水產加工業生產金額在日本也居於前列:145。
礦業在長崎產業近代化歷程中有重要作用。長崎市的高島煤礦是日本首個使用蒸汽機開採的煤礦。端島又名軍艦島，是長崎縣的海底煤礦開採中心之一，在鼎盛時期興建了日本第一座鋼筋混凝土公寓，並有超過5.000人在島上生活。然而1960年代之後，隨著能源革命的進展，長崎縣的煤礦急劇減少，1974年時已只剩高島煤礦和池島煤礦兩個煤礦。2001年，池島煤礦關閉，長崎縣內已沒有仍在開採的煤礦:142。

### 第三產業

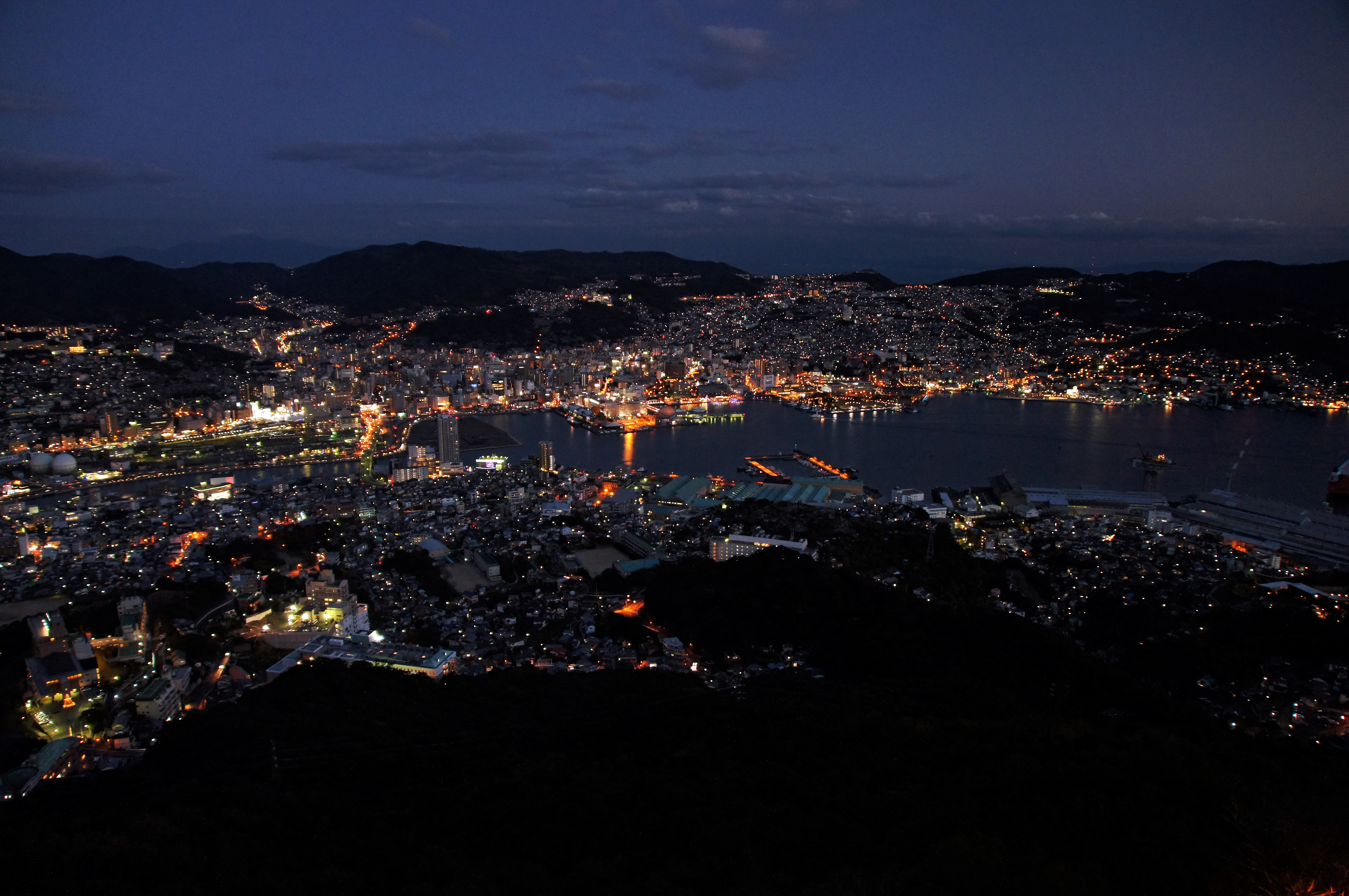
長崎市的夜景被評為日本三大夜景之一

長崎縣內有兩家地方銀行。十八銀行的總部位於長崎市，是日本的第十八家銀行，以長崎縣南部為主要營業範圍。親和銀行的前身是設立於1897年的第九十九國立銀行，總部位於佐世保市，以長崎縣北部為主要營業範圍。兩家銀行計劃在2018年合併。2014年，長崎縣的商品銷售額有27.878.33億日元，其中批發業佔51.8%，零售業佔48.2%。就地區分佈來看，長崎市的商品銷售額佔長崎縣總額的近四成，其次是佐世保市的22.5%，諫早市則佔一成。雖然長崎市、佐世保市等城市因多山的地形限制而難以興建郊外型大型購物設施，使得市中心商店數較多，但長崎縣也同樣存在人口減少和購物行動外流導致的市中心地區空洞化問題。日本最大的電視購物企業之一Japanet Takata總部位於佐世保市。長崎縣觀光資源豐富，觀光業在長崎縣經濟中有重要地位。2018年，來訪長崎縣的觀光客數達3,550萬人（其中1,502萬人在長崎縣住宿），連續兩年創出新高紀錄，並為長崎縣帶來3,778億日元的消費。長崎市地區和西彼地區是長崎縣內觀光客最多的地區，其次是長崎縣西北部的佐世保地區。

## 文化

### 方言
長崎縣的方言屬於九州西北部的。長崎縣多山的地形使得古代各地往來不便，加上在江戶時代分為多個小藩，使得縣內各地方言差異較大:2。長崎縣本土地區的方言可以分為中南部本土方言（以長崎方言为代表）和北部本土方言（以佐世保方言为代表）。離島地區則分為南部離島方言（五島列島方言）和北部離島方言（包括壹岐方言、對馬方言）:2。中南部本土方言使用二型式重音。北部本土方言则使用無重音，和佐賀縣西部方言有較多類似之處。中南部本土方言和北部本土方言在文法和詞彙上也有若干不同:2。南部離島方言在語音上的特徵之一是語尾促音、撥音较多，在重音上和北部本土方言相同。北部離島方言在重音上和福岡縣西部的筑前式重音相似，文法上和長崎縣內其他地區差異較大:3。

### 文學
長崎縣出身的著名作家有以描繪都市青年生活著稱的吉田修一；著有芥川獎得獎作品中銷量最高作品《無限接近透明的藍》的村上龍；芥川獎得主森敦、野呂邦暢、青來有一；直木獎得主白石一郎；日裔英國人作家，2017年諾貝爾文學獎得主石黑一雄等人。以長崎縣為舞台的文學作品有遠藤周作的鉅作《沉默》、司馬遼太郎的《龍馬來了》等歷史小說、著名歌劇《蝴蝶夫人》等。

### 飲食

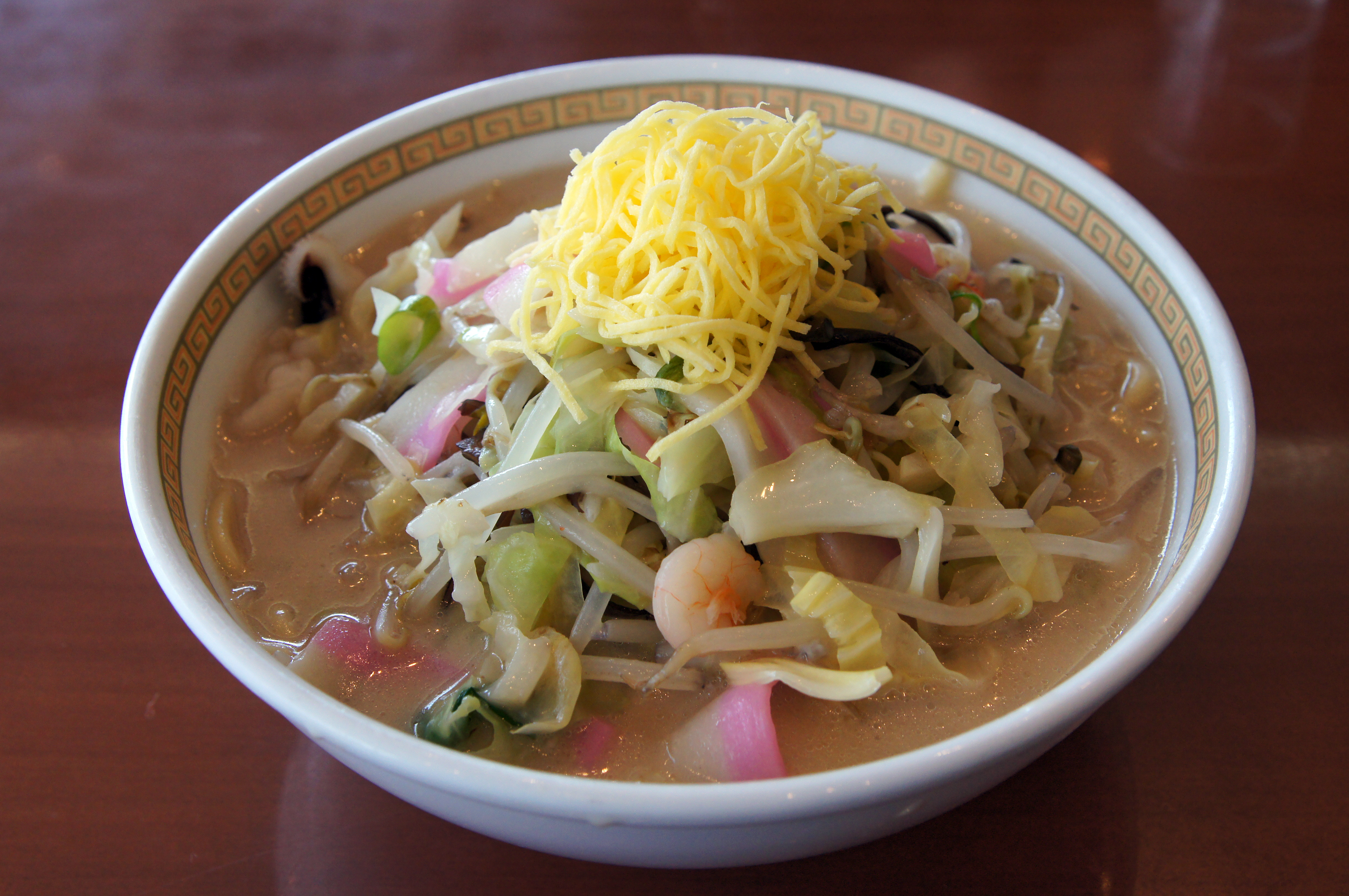
四海樓強棒麵

長崎縣的飲食文化受到很強的西餐和中餐影響，當地盛行的卓袱就是一種融合了中餐和西餐的宴會飲食。強棒麵和皿烏冬是長崎市的兩大代表麵食，均由著名中餐廳四海樓初代店主陳平順發明於19世紀末期。土耳其飯是一種長崎特色的日式西餐，做法是在米飯上澆醬汁，配以豬排和義大利麵。卡斯特拉則是長崎市具代表性的甜點，起源於古代西班牙的麵包，已有400年以上的歷史，現已成為日式西點的代表。佐世保市因戰後美軍的進駐而形成了獨特的漢堡包文化。佐世保漢堡是日本最具地域特色的漢堡之一。五島烏冬使用飛魚煮出的湯作為底湯，是日本三大烏冬之一。此外長崎縣還有具雑煮等獨具鄉土特色的菜餚。

### 節慶活動

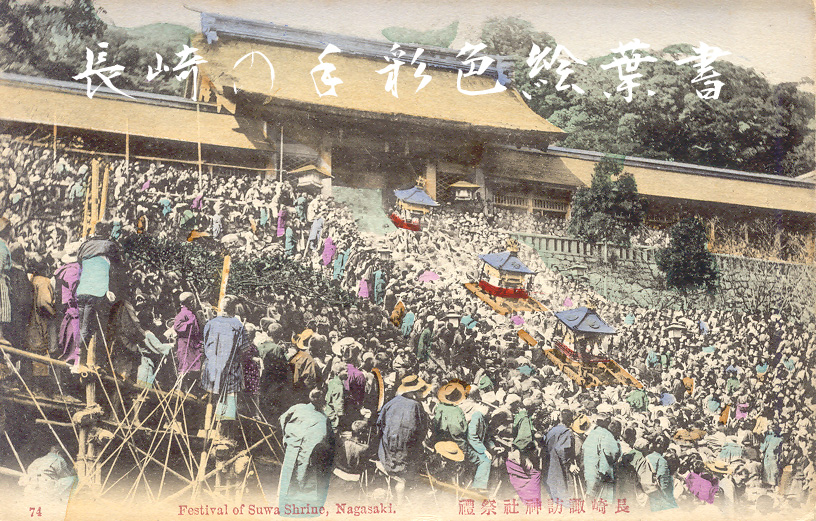
明治時代的長崎供日

供日是九州地區神社秋祭的總稱。長崎供日是長崎市鎮西大社諏訪神社的祭禮，於每年10月7日至9日舉行，和博多供日及唐津供日並稱三大供日，是長崎市最大的節慶活動。長崎供日以奉納舞而著稱，並有「龍舞」「太鼓山」「阿蘭陀萬才」「御朱印船」等融合了葡萄牙、荷蘭、中國、越南等國文化的節目，被列入指定重要無形民俗文化財加以保護。佐世保供日則於每年11月1日至3日舉行，是龜山八幡宮在秋季的例祭。精靈流是流行於長崎縣各地在盂蘭盆節期間緬懷祖先的民俗活動，其中的放鞭炮等部分同樣受到了中國文化的影響。佐世保市在舉行精靈流的同時還舉辦水燈會

### 媒體
長崎新聞是長崎縣唯一的地方報紙總部位於長崎市，日發行量達18萬份，是長崎縣內發行量最多的報紙。長崎縣內有NHK長崎放送局、日本新聞網的長崎放送（NBC）、日視新聞網的長崎國際電視台（NIB）、全日本新聞網的長崎文化放送（NCC）、富士新聞網的長崎電視台（KTN）五家電視台和FM長崎一家FM廣播電台（NHK長崎放送局和長崎放送也製作播出廣播節目）。

### 體育
長崎成功丸、長崎維爾卡為主場設在長崎縣的職業體育俱樂部，由Japanet Takata出資創辦。早期成功丸的主場比賽大多在長崎縣立綜合運動公園田徑場進行，參加J2聯賽。維爾卡創立於2020年，起初在B league的B3層級拿到冠軍，一路到2023年升級為B1。2024年10月長崎體育場城落成後，兩隻職業運動隊伍分別將主場遷移至Peace Stadium(足球)、Happiness Arena(籃球)。長崎縣內的主要體育設施有位於諫早市的長崎県立総合運動公園、長崎縣營棒球場等。

### 教育
長崎大學成立於1949年，前身包括了長崎醫科大學、長崎醫科大學附屬藥學専門部、長崎經濟專門學校、長崎師範學校、長崎青年師範學校、長崎高等學校，是長崎縣唯一的國立大學。現在長崎大學是一個擁有九個學院（多文化社会學院、教育學院、經濟學院、醫學院、牙醫學院、藥學院、工學院、環境科學院、水產學院），超過9000名學生的綜合性大學。長崎縣立大學是長崎縣唯一的公立大學，前身是成立於1902年的長崎縣立高等女學校。2008年，長崎縣立大學和縣立長崎西博德大學合併，使得現在長崎縣立大學擁有佐世保市、長與町兩個校區。長崎縣立大學有經營學院、地域創造學院（位於佐世保市）、國際社會學院、信息系統學院、看護營養學院（位於長與町）五個學院。長崎縣還有活水女子大學、長崎衛斯理揚大學、長崎外國語大學、長崎純心大學、長崎國際大學、長崎綜合科學大學六所私立大學。

## 交通

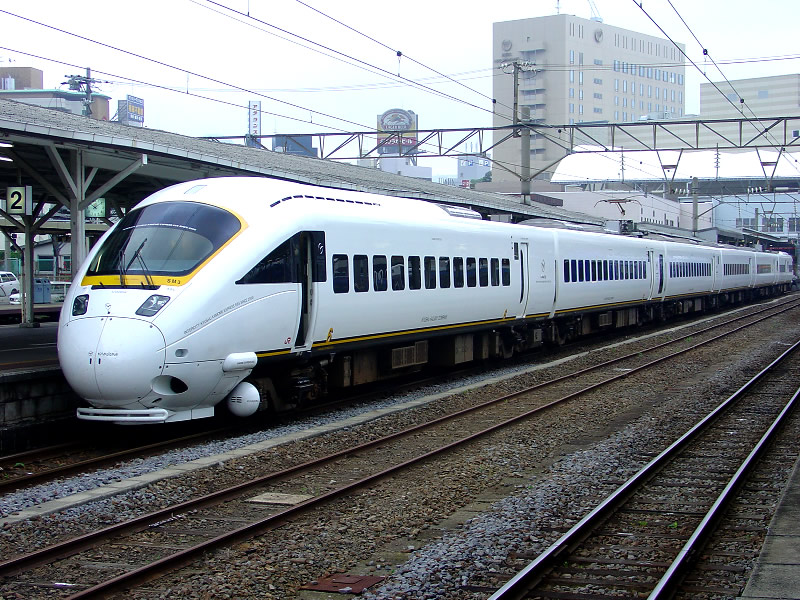
行駛在長崎和博多之間的鷗號列車

長崎縣內鐵路交通主要由九州旅客鐵道（JR九州）承擔，但也有島原鐵道、松浦鐵道、長崎電氣軌道三家私鐵公司。JR九州在長崎縣內有開通於2022年9月23日的西九州新幹線、連接鳥栖站和長崎站之間的長崎本線、連接江北站和佐世保站之間的佐世保線、自早岐站至諫早站之間的大村線四條路線。其中西九州新幹線、長崎本線和佐世保線是連接長崎縣和外縣的鐵路大動脈，大村線則是長崎縣內南北方向的主幹道。往返於長崎站及博多站之間的特急列車「鷗號列車」和往返於佐世保站及博多站之間的「綠號列車」是長崎縣主要的鐵路聯外交通方式。行駛在長崎站和佐世保站之間的濱海快線則是長崎縣南北鐵路交通大動脈。就乘客數來看，長崎站、諫早站、佐世保站是長崎縣內客流量最大的車站。現在JR九州正在興建武雄溫泉車站至長崎車站之間的西九州新幹線（武雄溫泉車站至新鳥栖車站區間則使用軌距可變列車行駛），竣工之後將大幅改善長崎和博多之間的鐵路交通。島原鐵道經營有島原半島的島原鐵道線一條鐵路路線。松浦鐵道經營有西九州線一條鐵路路線，該路線也是日本最西端的普通鐵路。長崎電氣軌道經營長崎市內的路面電車系統，共有四條路線，是長崎市內重要的公共交通手段。

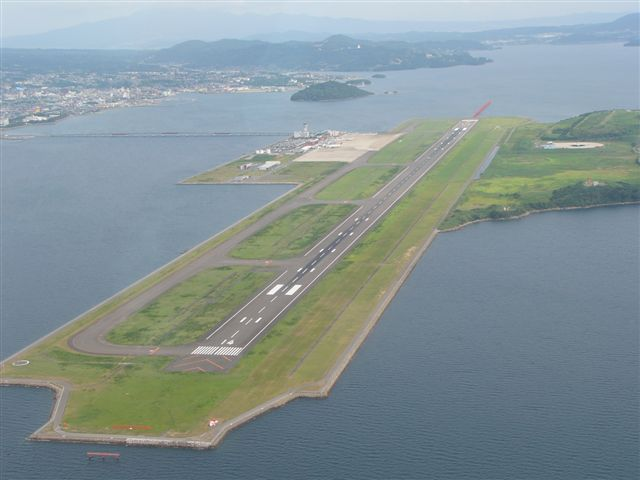
長崎機場

長崎縣內有西九州自動車道、長崎自動車道兩條高速公路，並且還有長崎出島道路、川平收費公路、西海珍珠線、長崎女神大橋道路等多條收費公路。長崎縣內各城市之間的巴士以及開往外縣的高速巴士主要由長崎自動車、長崎縣交通局、九州急行巴士等企業運行。
海運和空運是往返長崎縣本土和各離島之間的主要交通方式。壹岐島和對馬島和九州本土之間的渡輪航線主要開往福岡市。五島列島和九州本土之間的渡輪航線則主要開往長崎市。島原半島和熊本市之間也有渡輪運行。長崎縣內有長崎、對馬、福江、壹岐、上五島、小値賀六個機場。長崎機場位於大村市，開業於1975年，是日本首個海上機場，跑道長3,000米。現在長崎機場有前往東京、伊丹、關西、神戶、名古屋、那霸、對馬、福江、壹岐機場的定期國內航線和上海、首爾的定期國際航線。2016年，長崎機場的乘客數超過296萬人，在日本的機場中排名第13位。長崎縣另外的五個機場都是離島機場。其中對馬機場和福江機場都運行有飛往長崎、福岡機場的航班。壹岐機場運行有前往長崎機場的定期航班。上五島、小値賀機場現在沒有定期航班。

## 观光

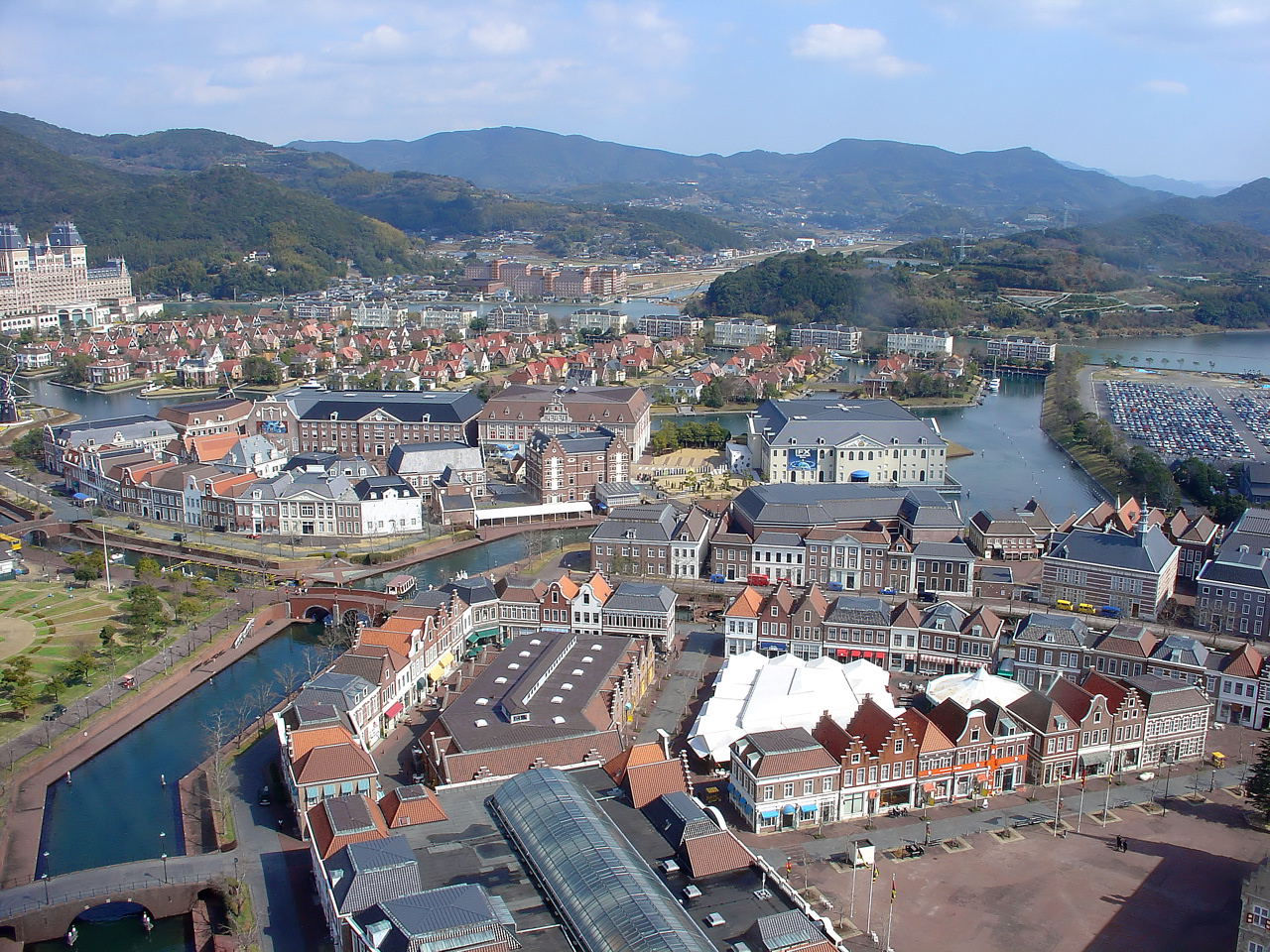
豪斯登堡

靠近東亞大陸的地理位置使得長崎縣在古代是外國文化進入日本的窗口，多國文化交匯的長崎縣也因此擁有眾多風格各異的建築。平戶市的荷蘭商館始建於1609年，是政府承認的史跡。現在平戶荷蘭商館正在進行修復工程，期待能重現17世紀時的風貌。長崎市的東山手和南山手地區是重要傳統的建造物群保存地區。哥拉巴園集中了眾多興建於19世紀後期的西洋式住宅。其中興建於1860年代的舊哥拉巴住宅是日本歷史最古老的現存木造洋館，在當時是英國商人湯瑪士·布雷克·哥拉巴的邸宅。長崎市內還有舊長崎英國領事館、舊香港上海銀行長崎支店等西洋式建築。江戶時代的外國人居住區出島也有部分建築得到復原。長崎市內還有多座中國風格的建築。崇福寺、福濟寺、興福寺並稱為长崎三福寺，其中崇福寺的第一峰門和大雄寶殿是日本國寶。眼鏡橋由明代渡日高僧默子如定修建，以其獨特的外觀而著稱。長崎市現在還有日本三大中華街之一的長崎新地中華街（另外兩個是橫濱中華街和神戶南京町）和孔子廟。長崎市的夜景享有很高評價，和札幌市、神戶市並列為「日本新三大夜景都市」。

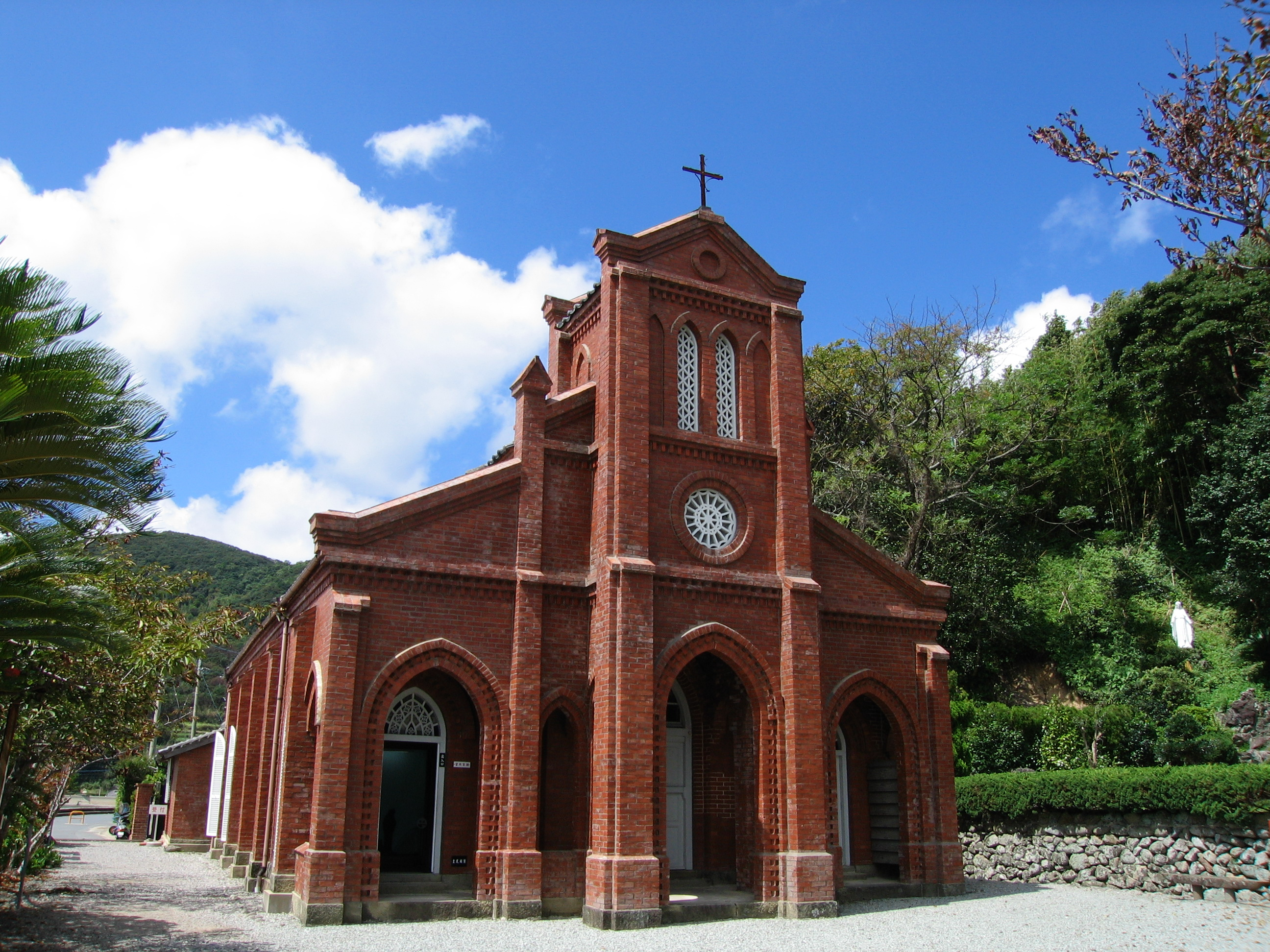
五島列島的堂崎天主堂

島原半島地區因火山活動頻繁而被列入地質公園。火山活動也使得島原溫泉是長崎縣內主要溫泉度假地之一。位於佐世保市郊區的豪斯登堡是一個模仿荷蘭城市風格的主題樂園，開園於1992年，是日本面積最大的主題樂園。近年豪斯登堡新設立了遊戲博物館、完全由機器人提供服務的賓館、體檢設施、夜景等娛樂設施，遊客人數也有明顯增加。
長崎縣是日本最早接受天主教的地區，教堂密度和天主教信徒比例也較高，即使在天主教被嚴加鎮壓的時期也有眾多隱蔽基督徒。長崎的教會群和基督教關聯遺產在2018年登錄成為世界文化遺產。長崎市的大浦天主堂興建於1865年，是日本現存天主教建築中歷史最古老的一座，在1953年被列入日本國寶。佐世保市的黑島天主堂使用了40萬塊磚興建，被列入重要文化財。五島列島的堂崎天主堂是禁教令被廢除之後在五島列島興建的第一座教堂，是五島第一座西洋式建築。

## 註释
1. ↑  北海道的海岸線總長度有3,050公里，但若算入未實際控制的南千島群島的1,348公里的海岸線的話，其總長度有4,398公里，超過長崎縣[3]。